# I Want A Girl
I Want A Girl (Just Like The Girl That Married Dear Old Dad) (часто для краткости сокращают до «I Want A Girl») — популярная американская песня, написанная в 1911 году Гарри фон Тилзером на слова Уильяма Диллона, ставшая особенно популярной среди парикмахерских квартетов.

## История

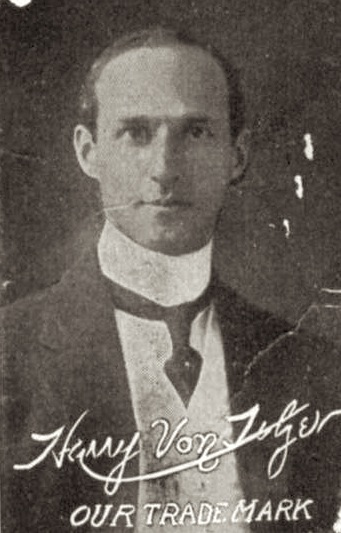
Гарри фон Тилзер, композитор

Однажды повстречавшись на одном водевиле, фон Тилзер предложил Диллону встретиться в нерабочее время и написать что-нибудь вместе. У Диллона уже было несколько успешных песен о девушках (например, «I'd Rather Have a Girlie Than an Automobile»), поэтому они решили двигаться в этом же направлении.
Песня была закончена в феврале 1911 года и была опубликована 11 марта 1911. Песня была одной из самых популярных среди песен 1911 года, уступая разве что «Alexander's Ragtime Band» Ирвинга Берлина. В The New York Times 1966 года было заявлено о продаже более пяти миллионов записей.
Некоторые отмечают, что слова описывают Эдипов комплекс.

## Слова
| When I was a boy my mother often said to me Get married boy and see how happy you will be I have looked all over, but no girlie can I find, Who seems to be just like the little girl I have in mind, I will have to look around until the right one I have found. Припев I want a girl, just like the girl that married dear old Dad She was a pearl and the only girl that Daddy ever had, A good old fashioned girl with heart so true, One who loves nobody else but you, I want a girl, just like the girl that married dear old Dad. By the old mill stream there sit a couple old and gray, Though years have rolled away, their hearts are young today. Mother dear looks up at Dad with love light in her eye, He steals a kiss, a fond embrace, while evening breezes sigh, They're as happy as can be, so that's the kind of love for me. | Когда я был мальчишкой, моя мама часто мне повторяла: Женись, сынок, и ты познаешь счастье. Но где бы я не искал, не мог найти той самой, Что представляется мне в моих мыслях. Я буду искать до тех пор, пока не найду... Припев Мне нужна девушка, такая же девушка, на которой когда-то женился мой дорогой отец. Она была жемчужиной и единственной девушкой у моего отца. Хорошей, старомодной и с чистым сердцем, Той самой, которая любит только тебя. Мне нужна девушка, такая же девушка, на которой когда-то женился мой дорогой отец. Возле старой водяной мельницы сидит пожилая пара. После стольких лет их сердца молоды и сегодня. Мама смотрит с любовью на отца. Он крадет поцелуй, любовные объятия, в то время как дует вечерний ветерок. Они счастливы как только могут быть, и это и есть понимание любви для меня. |

## Появления в культуре
- Show Business[англ.]
- The Jolson Story[англ.]
- В игре Outlast: Whistleblower эту песню напевает один из антагонистов Эдди Глускин.

## Известные исполнители
- American Quartet (1911)[7]
- Dorothy Ward (1918)
- Ella Retford (1920-е)
- Эл Джолсон (1946)
- Frankie Carle[англ.] (1948)
- Four Lovers[англ.] (1956)